# Autorité du Grand Londres
Pour les articles homonymes, voir GLA.
Hôtel de ville de Londres
L’Autorité du Grand Londres (en anglais Greater London Authority, abrégé en GLA) est l'administration chargée de la gestion du Grand Londres depuis le 3 juillet 2000, l'une des neuf régions anglaises.
L'autorité est composée d'un maire élu au suffrage universel direct, actuellement le travailliste Sadiq Khan, et de l'Assemblée de Londres, composée de 25 membres, élus pour quatre ans grâce à un scrutin mixte : quatorze membres sont élus au suffrage uninominal dans des circonscriptions, et onze sont élus au scrutin de liste, au niveau régional.

## L'édifice
Le premier hôtel de ville de Londres est dessiné par l'architecte Norman Foster, il se situe sur la berge sud de la Tamise près du Tower Bridge et est inauguré en juillet 2002. Il est le siège de l'Autorité du Grand Londres et du maire de Londres, jusqu'à son déménagement dans le borough de Newham en janvier 2022 dans un nouvel hôtel de ville.

## Rôle
L'Autorité du Grand Londres est responsable de l'administration stratégique des 1 579 km2 du Grand Londres. Elle partage les pouvoirs de gouvernement local avec les conseils des 32 districts de Londres et la Corporation de la Cité de Londres. Elle a été créée pour améliorer la coordination entre les autorités locales du Grand Londres. Le rôle du maire est d'être le représentant unique de la ville. À ce titre, il propose la politique et le budget de l'AGL et nomme les principaux cadres chargés de la capitale tel que ceux du Transport for London et de la London Development Agency. Le but principal de l'Assemblée de Londres est d'examiner minutieusement les actions et décisions du maire qui doit lui rendre compte. Chaque année, l'Assemblée doit également accepter ou modifier le budget du maire.
La GLA ne doit pas être confondue avec la Corporation de la Cité de Londres avec son lord-maire dont le rôle est essentiellement honorifique et représentatif et qui a autorité seulement sur la Cité de Londres (2,5 km2), l'un des quartiers de la ville. La GLA a une constitution moderne alors que l'organisation de la Cité de Londres a à peine changé depuis le Moyen Âge et est principalement dirigée par les intérêts commerciaux de la Cité.